# Кашина Барађа (Новара)
Кашина Барађа је насеље у Италији у округу Новара, региону Пијемонт.
Према процени из 2011. у насељу је живело 13 становника. Насеље се налази на надморској висини од 203 м.